# (20382) 1998 KW49
A (20382) 1998 KW49 a Naprendszer kisbolygóövében található aszteroida. A LINEAR projekt keretében fedezték fel 1998. május 23-án.